# Dakshina Kannada
Dakshina Kannada là một huyện thuộc bang Karnataka, Ấn Độ. Thủ phủ huyện Dakshina Kannada đóng ở Mangalore. Huyện Dakshina Kannada có diện tích 4.559 ki lô mét vuông. Đến thời điểm năm 2001, huyện Dakshina Kannada có dân số 1.896.403 người.

## Hành chính
Huyện phân thành 2 phó huyện (Mangalore và Puttur) và 5 Taluks (tương đương cấp xã) là Mangalore, Bantwal, Puttur, Belthangady và Sullia.